# Atilla, Isten kardja (film)
Az Atilla, Isten kardja 1993-ban bemutatott magyar film, amely a lényegében azonos című rockopera alapján készült, Koltay Gábor rendezésében.

## Cselekmény
|  | Alább a cselekmény részletei következnek! |

Atilla hun király a birodalmi székhelyén uralkodói fogadalmat tesz, hogy népét és országát híven szolgálja; ezt az égiek egy bűvös erejű karddal jutalmazzák. A hun birodalom ebben az időben a Rajnától a kínai nagy falig terjedt, e hatalmas terület népeinek kormányzásában pedig a hunok mellett görög, római és germán vezérek is részt vettek. Egyiküket a bizánci császár követe meg akarja vesztegetni, de az elutasítja az ajánlatot. Atilla tudomást szerez a tervezett merényletről, ezért egy udvari fogadáson megleckézteti az ármányos követet, de az életét meghagyja, a hun árulókat viszont kivégezteti.
A király a fogadást követően haditanácsot tart, mert hírét vette annak, hogy Aéciusz római hadvezér sereggel indult a hunok ellen. Atilla már belefáradt az örökös háborúba és érzi, hogy birodalmának is békére lenne szüksége, ezért tárgyalni próbál Aéciusszal, akivel hajdan együtt harcolt a burgundok ellen. Bár sikerül egymással szót érteniük, seregeik így is megütköznek, a csata viszont egyik félnek sem hoz győzelmet. Közben Attila távollétében az asszonyai odahaza egymással is vetélkednek, két fia pedig alig várja, hogy trónra kerülhessenek, és a Kardtól remélik a biztató jelet, hiába. Attila ekkor érkezik meg az udvarba, ahol egyből felismeri, hogy alvezéreinek egyike, a görög Önögész hűtlenné vált az irányában, ezért száműzi őt. Réka királyné az átélt vitáktól és az udvari cselszövésektől megviselve holtan esik össze.
Hamarosan Atilla újabb hadjáratba vág bele, hogy megszilárdítsa birodalmát, és Róma ellen indul. Ott azonban elébe járul Leó pápa, a nyugati egyház feje, és kéri, hogy a hunok kíméljék meg a várost. Az uralkodó előtt megjelenik maga Jézus is, és látomásban parancsolja meg Róma megkímélését Atilla számára; ő ezt meg is fogadja, döntését viszont a környezete a gyengeség jelének véli. Hazavonulva Atilla a Ruilával kötött nászát ünnepli, amikor váratlanul ő is meghal. Halála után azonnal belháború indul vezérei és fiai között, akik sorra elesnek véres küzdelemben. Csak Csaba marad életben, akinek kezében egyszerre felizzik a pásztorfiú által neki átadott kard. Csaba végül megismétli apja fogadalmát
|  | Itt a vége a cselekmény részletezésének! |

## Közreműködők

### Szereplők
- Attila: Vikidál Gyula
- Nemere: Varga Miklós
- Önögész: Nagy Feró
- Guntár: Vértes Attila
- Harsány: Deák Bill Gyula
- Réka: Kovács Kati
- Krimhilda: Kováts Kriszta
- Ruila: Varga Klára (hangja: Sebestyén Márta)
- Ellák: Rudán Joe
- Gyengizik: Mr. Basary
- Csaba: Kalapács József
- Aetius: Sasvári Sándor
- Oresztész: Csengeri Attila
- Vigilász: Földes Tamás
- Gyölte: Balogh Márton
- Leó pápa: Begányi Ferenc
- Margosz: Makrai Pál
- Jézus: Daróczi Tamás
- Pásztorfiú: Antal Tibi
- Lovas futár: Kassai Lajos

### Alkotók
- Rendező: Koltay Gábor
- Zeneszerző: Szörényi Levente
- Író: Nemeskürty István
- Zenei rendező: Szörényi Szabolcs
- Operatőr: Márton Balázs, Reitmeyer Árpád, Tréfás Sándor, Varró Gábor
- Jelmeztervező: Kemenes Fanni
- Maszkmester: Rózsa Gyula
- Művészeti vezető: Varga Mátyás
- Hangmérnök: Kálmán Sándor
- Karmester: Makláry László
- Hangszerelés: Németh Zoltán